# Santoška
Santoška je název bývalé usedlosti v jihozápadní části Smíchova v Praze. Dnes usedlost č. p. 178 slouží jako mateřská škola. Park patřící k usedlosti (nazývaný někdy též zahradou) zaujímá severní svah Pavího vrchu a navazuje na park na východním a severním úbočí. Název usedlosti se rozšířil i na okolní část Smíchova (ulice U Santošky a Nad Santoškou, restaurace Klub Santoška, zahrada Santoška), kde se nachází vilová zástavba převážně z přelomu 19. a 20. století i činžovní domy.

## Historie
V místech dnešní Santošky byly ve středověku vinice, později zde vznikla usedlost s barokní vilou. Vinice zde bývaly již za Karla IV. ve středověku – Hartuňka a Doubková, která byla roku 1800 oddělena a na které byla později postavena usedlost. Vinici Santošku vlastnil Jan starší z Popovic (též se uvádí Ledčanský z Popic). Jemu byla roku 1621 v důsledku prohrané bitvy na Bílé hoře konfiskována. V dobách třicetileté války smíchovské vinice pustnou a nejsou již obnoveny. Nemovitosti po pobělohorských exulantech zůstávají opuštěny. Poté se dostává do rukou barona Mammingera. Od jeho dědiců ji v dražbě kupuje kníže Schwarzenberg.

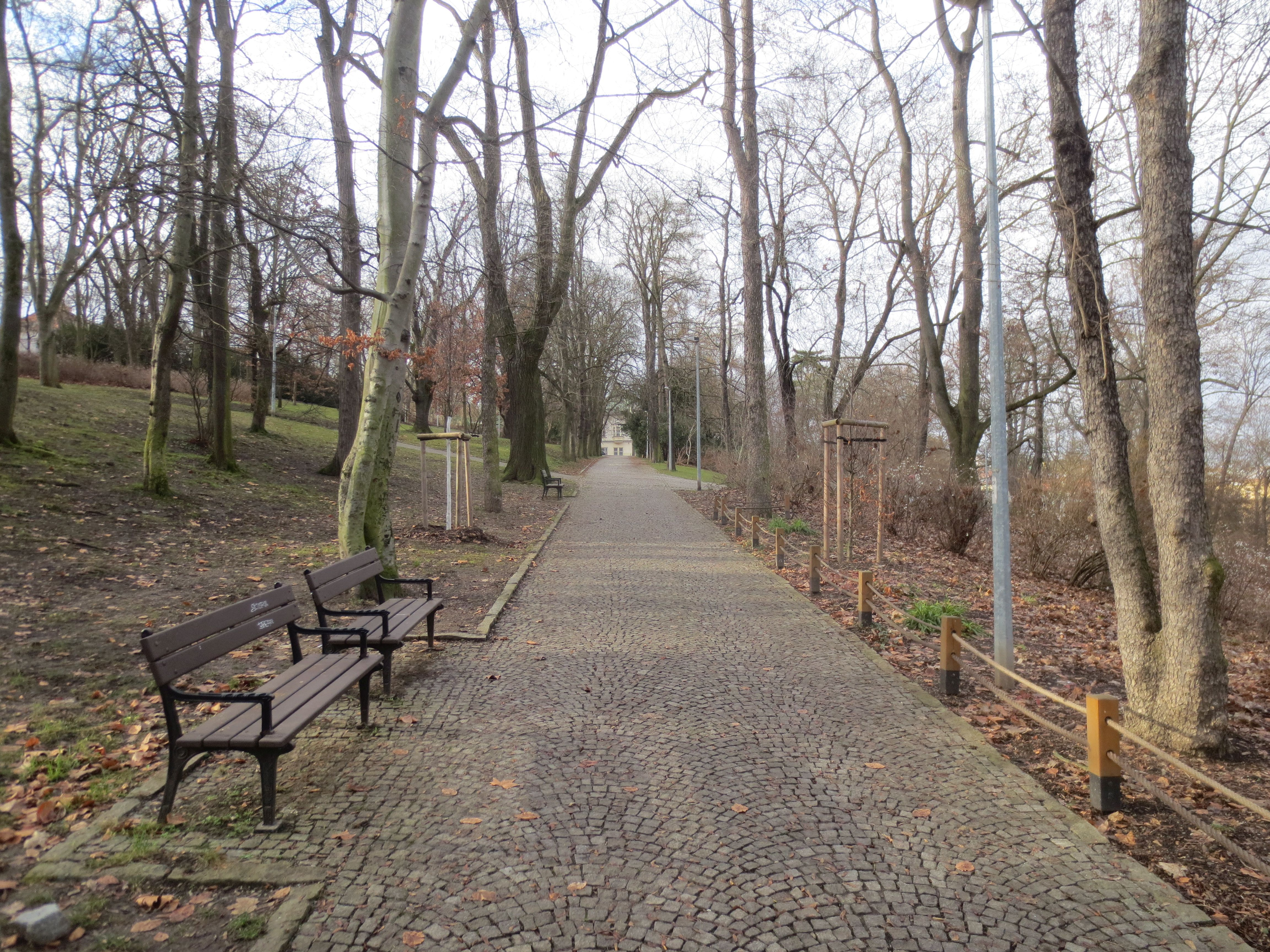
Santoška, centrální osa parkem s vilou v pozadí (2023)

Do r. 1719 byla bývalá vinice a raně barokní usedlost (z r. 1654) ve vlastnictví knížete Adama Františka ze Schwarzenberga, který ji  daroval advokátu Františku Vilému (Franz Wilhelm) Sonntagovi, právnímu zástupci šlechtického rodu Schwarzenberků za jeho úsilí, věrné a užitečné služby. Doktor práv F.V. Sonntag dal upravit zahradu a vyzdobit ji barokními plastikami. Připomínkou tehdejších úprav jsou v parku socha Flory a vstupní, pilířová brána, na hlavicích pilířů nesoucí sousoší dvojice puttů - jednoho sedícího a druhého stojícího. Obě plastiky z 2. poloviny 18. století jsou připisovány pozdně baroknímu sochaři Františku Ignáci Platzerovi. Po dr. Sonntagovi vila, usedlost i park získaly své jméno, zprvu Sontoška, později Santoška.
V roce 1813 koupila usedlost zámožná rodina Doubků. Sídlo rytíře Doubka bylo tehdy ohraničeno vysokou zdí a hlubokým příkopem. V roce 1868 byla barokní vila přestavěna ve stylu novogotiky na tzv. „Zámeček". Financováno tehdejším majitelem bývalé vinice, rytířem Eduardem Doubkem ml. (též jako rytíř z Daubků). Zahradu rozšířil přikoupením sousedních usedlostí Klavírka, Březinka a Václavka.
Park a vila Santoška byly v lednu 1907 od rytíře Doubka zakoupeny zastupitelstvem smíchovské obce za 380 000 korun. Záměrem bylo zpřístupnit je veřejnosti a park proměnit v krasosady. Celá nemovitost přešla dle kupní smlouvy v majetek smíchovské obce dnem 31. srpna 1907. Již v roce 1909 byla Františkem Knorem vytvořena z obytného domu velkorestaurace s velkým, venkovním letním posezením a s hudebním pavilonem. Dobré přístupnosti zahradní restaurace přispělo i zřízení tramvajové tratě v roce 1913, která měla konečnou zastávku pod parkem u školy U Santošky 1 a to, že smíchovská obec nechala vybudovat nové schodiště až k restauraci. Koncem 20. let byla restaurace velmi vyhledávána. Denně tam vystupoval salonní orchestr, na čepu byl Plzeňský Prazdroj a Smíchovský ležák. Velké úpravy zahrady proběhly v letech 1933-5, část byla přeměněna na dětské hřiště a byly zbourány správní budovy.
Restaurace, přestože fungovala několik desítek let, však nebyla příliš rentabilní, ani příliš ve veřejném zájmu užitečná, pročež byla nájemní smlouva vypovězena a objekt byl věnován Ústřednímu sociálnímu úřadu hl. města Prahy, který letohrádek adaptoval a od podzimu 1939 zde zřídil Domov mladých mužů (učňovský domov), první podnik toho druhu v Praze. Po druhé světové válce zde byl Domov mládeže a školní družina do roku 1952. Od roku 1953 do současnosti je zde mateřská škola. Od 1. ledna 2001 je školka sloučena se Základní školou U Santošky 1 v jeden právní subjekt (Základní škola a mateřská škola, Praha 5 - Smíchov, U Santošky 1/1007, příspěvková organizace).

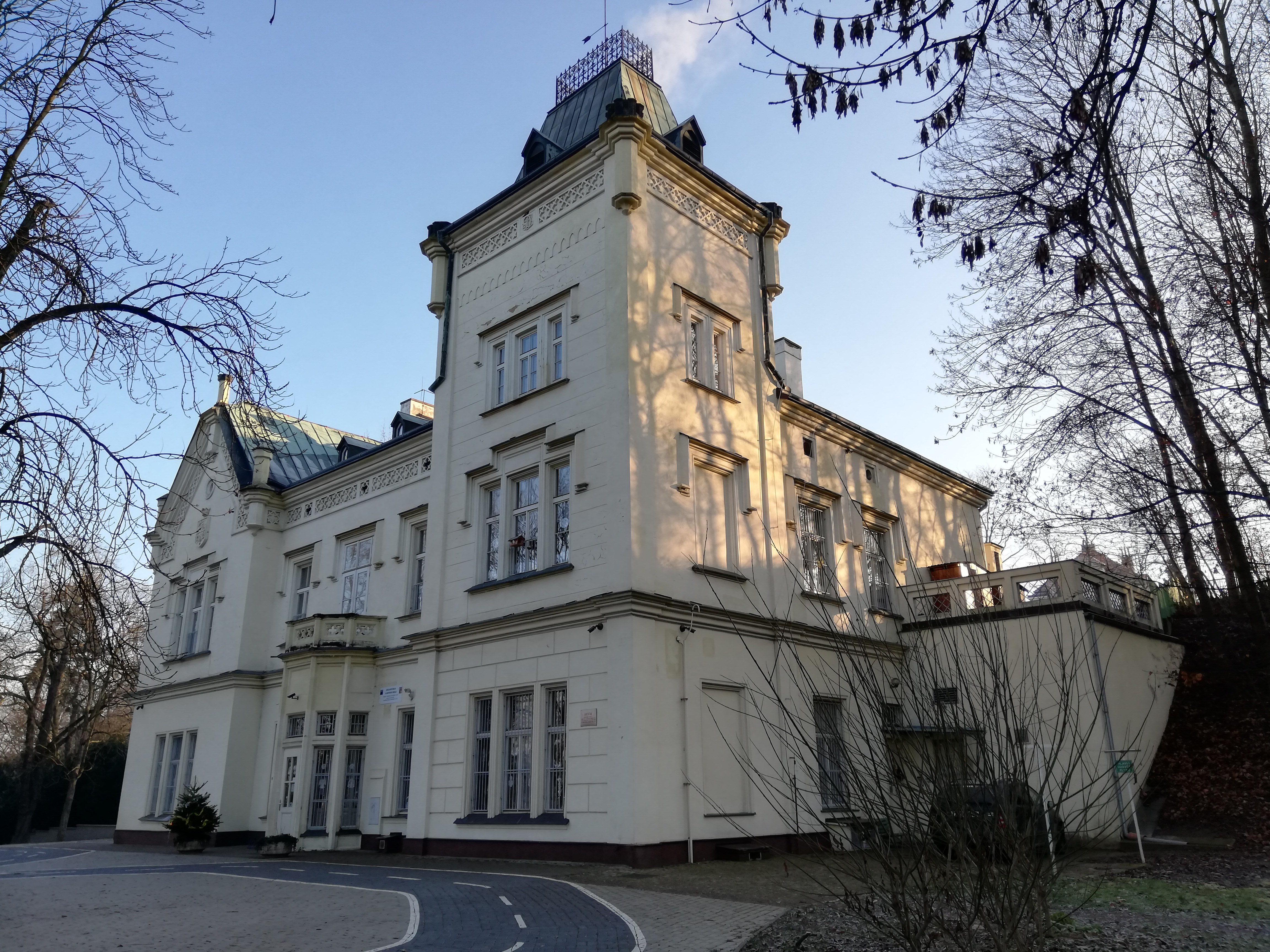
Vila Santoška (2020)

## Popis
Areál tvoří obytná budova a park se sochařskou výzdobou. Obytný dům z roku 1868, který jediný zůstal z celé usedlosti, je vsazen do svahu při severozápadním okraji parku. Vila stojí na zhruba obdélném půdorysu v nárožích věžovitě zvýšena s rizalitovými výběžky. K vile vede mimo schodiště i alej na ose východ-západ, která dělí park.
Atypická, novogotická budova má krásnou architekturu, členité místnosti a útulné interiéry. Hlavní průčelí je pětiosé s nárožní věží na jedné a štítem příčného křídla na straně druhé. Vstup na střední ose má podobu polygonálního portiku ukončeného balkonem s kružbovým zábradlím. Věžice je ukončena obloučkovým vlysem se slepou kružbou a profilovanou římsou, nároží jsou zvýrazněna polygonálními nárožními pilíři. Věž je završena valbovou dlátkovou střechou. Příčné křídlo je na delší straně trojosé, v patře se dvěma arkýři v 1. a 3. ose.  Čelní fasáda je architektonicky obohacena štíty a gotizující výzdobou. Okna jsou dvouosá a trojosá. Na průčelí objektu je osazena tabulka se stručným textem upozorňujícím na historii stavby.
V roce 1972 byla tato novogotická vila renovována a stavba je stále dobře udržována. Velkou rekonstrukcí prošel park v roce 2020. V rámci rekonstrukce došlo k obměně nevyhovujících asfaltových povrchů za žulové kostky, které lépe korespondují s historickým charakterem místa. Stávající vegetace prošla nezbytnou údržbou a byly zde dosazeny nové dřeviny, které přirozeně navazují na stávající porosty.